# 田園交響楽
『田園交響楽』（でんえんこうきょうがく、La Symphonie pastorale）は、フランスのノーベル文学賞受賞者アンドレ・ジッドの小説。1919年発表。

## 概要

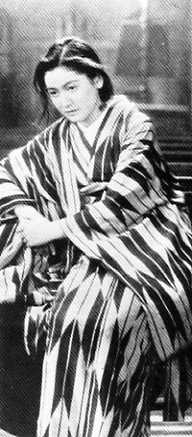
盲目の少女を熱演する原節子

1910年から1918年にかけてジッドは困難な状況にあった。それは自身の信仰の危機と夫婦間の危機であった。プロテスタントであったジッドの周りにいた弟子や友人がカトリックに改宗し、ジッドにも改宗を迫ることがあった。時代は第一次世界大戦のさなか、ジッドは難民救済に従事し、改めてキリストの福音に心のよりどころを見出そうとした。彼がたどりついたのは、「わたしはかつては律法とかかわりなく生きていました。しかし、掟が登場したとき、罪が生き返ってわたしが死にました。」（ローマの信徒への手紙7:9）というパウロの言葉であった。さらにジッドはマルク・アレグレという青年との同性愛関係によって夫婦関係が破綻寸前であった。ジッドの頭に『盲人』というタイトルが浮かんだ。それはマタイによる福音書15:14にあるイエスの『盲人が盲人の道案内をすれば、二人とも穴に落ちてしまう』という言葉をモチーフにした作品だった。
本作は「第一の手帳」および「第二の手帳」の二部から構成され、いずれも牧師による手記という形式で書かれている。「第一の手帳」では、牧師が盲目の少女に捧げる慈悲心からの愛情が緩やかに描かれるが、「第二の手帳」では牧師と少女、牧師の妻と息子の4人を巡る愛憎劇が激しく展開する。牧師と少女は互いに対して抱く愛情に直面しながら、少女の開眼手術を契機として、それぞれが陥っていた「盲目」から覚醒していく。

## あらすじ
身寄りもなく、無知だった盲目の少女ジェルトリュードを牧師は純粋な慈悲の心から引き取ったつもりだったが、やがて牧師と妻のアメリ―、息子のジャック、そしてジェルトリュードの4人を巡る愛憎劇が展開される。数年後、彼女は「真実を知りたい」という切な願いを牧師に訴えて視力回復手術を受けたが、視力を得た彼女は現実を見てしまった。ジェルトリュードは「もし盲目（めしい）なりせば、罪なかりしならん」（ヨハネによる福音書9:41、新共同訳では「見えなかったのであれば、罪はなかったであろう」）というイエスの言葉をかみしめる。

## 映画
- 田園交響楽（La Symphonie Pastorale） - 1946年、フランス映画。監督：ジャン・ドラノワ、出演：ミシェル・モルガン、ピエール・ブランシャールほか。第1回カンヌ国際映画祭でグランプリを獲得し、ミシェル・モルガンは女優賞を獲得した。
- 田園交響楽 - 1938年に日本でも山本薩夫監督によって同名タイトルの映画がつくられている。内容は本作を翻案・脚色したものである。原節子が盲目の少女を演じている。